# 유천동 (대구)
유천동(流川洞)은 대구광역시 달서구의 행정동 및 법정동이다.
본래는 행정동 진천동 산하의 법정동이었다가, 2021년 11월 29일에 행정동 유천동으로 독립했다. 이 과정에서 행정동 진천동과 행정동 월성1동의 일부 지역이 유천동 관할로 편입됐다.

## 역사
- 1914년 4월 1일 진천동 일부에 법정동 유천동 신설, 경상북도 달성군 월배면 유천동[1]
- 1958년 1월 1일 경상북도 대구시 월배출장소 유천동[2]
- 1963년 1월 1일 경상북도 달성군 월배면 유천동 환원[3]
- 1979년 5월 1일 경상북도 달성군 월배읍 유천동[4]
- 1981년 7월 1일 대구직할시 남구 월배출장소 유천동[5]
- 1983년 3월 15일 대구직할시 남구 월배3동사무소 유천동
- 1988년 1월 1일 대구직할시 달서구 월배3동사무소 유천동[6]
- 1995년 1월 1일 대구광역시 달서구 월배3동사무소 유천동[7]
- 1996년 1월 1일 대구광역시 달서구 진천동사무소 유천동[8]
- 2021년 11월 29일 행정동 진천동과 월성1동에서 유천동으로 분동[9]

## 아파트
| 단지명                       | 건설사     | 주소                      | 세대수    | 입주        |
| ---------------------------- | ---------- | ------------------------- | --------- | ----------- |
| 대곡역 화성타운              | 화성산업   | 달서구 비슬로 2731        | 245세대   | 1996년 3월  |
| 유천포스코더샵               | 포스코건설 | 달서구 달서대로 67        | 764세대   | 2006년 10월 |
| 진천역 화성파크리젠시1,2단지 | 화성산업   | 달서구 월배로11길 9-15,16 | 285세대   | 2007년 3월  |
| 대곡역 화성파크드림          | 화성산업   | 달서구 달서대로 41        | 670세대   | 2007년 12월 |
| 월배 쌍용예가                | 쌍용건설   | 달서구 조암남로32길 13    | 555세대   | 2008년 10월 |
| 진천역 AK그랑폴리스1차       | 서희건설   | 달서구 월배로11길 33      | 1,669세대 | 2013년 4월  |
| 진천역 AK그랑폴리스2차       | 서희건설   | 달서구 월배로 51          | 212세대   | 2013년 5월  |
| 월배 아이파크                | HDC        | 달서구 조암남로 182       | 1,296세대 | 2015년 1월  |
| 월배2차 아이파크             | HDC        | 달서구 월배로5길 76       | 2,134세대 | 2016년 6월  |

## 교육
- 대구용천초등학교
- 대구유천초등학교
- 대구한솔초등학교